# 杨璞
杨璞（1978年3月30日—），出生于北京，是一名中国足球运动员，球员生涯只效力过北京国安足球俱乐部，曾入选中国男子足球队。现任北京国安俱乐部青训副总监。

## 俱乐部
杨璞在青年队时期效力于北京威克瑞足球俱乐部。1998年开始效力于北京国安，正式开始自己的职业足球生涯。他是北京国安队中的全能球员，能胜任中场所有位置及左右边后卫，他与徐云龙、邵佳一被球迷并称为“国安三少”，並被俱乐部誉为场上的“拼命三郎”。
随着年龄的增长他的位置逐渐由中场改打边后卫，主要担任左边后卫的角色。2007年担任北京国安队长，并率队夺得该赛季中超联赛亚军。
2009年12月，杨璞随北京国安队夺得中超联赛冠军之后，选择了退役，但他于2010年初回到国安俱乐部参与青少年球员的培养工作。

## 国家队
2000年入选国家队，为米卢蒂诺维奇带领的中国男子足球队，在2001年7月，参加世界杯亚洲区十强赛，与队友合作以八战六胜一平一负的成绩获得进军世界杯决赛圈资格，並成为中国征战2002年世界杯的一员。

## 荣誉
- 中国足球超级联赛 冠军 2009年
- 中国足球超级联赛 亚军 2007年
- 中国足球超级联赛 季军 2006年 2008年
- 中国足球甲A联赛 季军 1998年 2002年
- 中国足协杯 冠军 2003年
- 中国超霸杯 冠军 2004年